# Liste pour la défense des intérêts de la commune de Linguère
La Liste pour la défense des intérêts de la commune de Linguère était un parti politique sénégalais local, créé à Linguère vers 1960.